# Río Paraná de las Palmas
El río Paraná de las Palmas es el más meridional de los grandes brazos en que se divide el río Paraná en el tramo final de su Delta. Se halla completamente dentro de la Provincia de Buenos Aires en la República Argentina. Debe su nombre a las palmeras  pindó que antiguamente crecían en sus orillas.
Tiene una extensión de 135 km y en la zona de su desembocadura tiene un ancho de aproximadamente 2 km. Su profundidad desde San Pedro hasta la desembocadura en el Río de la Plata no supera los 25 metros.
En sus orillas se encuentran las ciudades de Escobar, Zárate, Campana y la central de energía atómica de Atucha.
Por su proximidad a grandes centros urbanos como las ciudades de Buenos Aires, La Plata y Rosario y por conformar parte de la Hidrovía Paraná-Paraguay, es uno de los ríos más antropizados del Delta del Paraná. Se encuentra dragado y boyado en toda su extensión.
- Datos: Q6115512